# Wielkie nic
Wielkie nic (tytuł oryg. Nothing) − kanadyjska komedia surrealistyczna z 2003 roku.

## Główne role
- David Hewlett - Dave
- Andrew Miller - Andrew
- Gordon Pinsent - Mężczyzna w garniturze
- Marie-Josée Croze - Sara
- Andrew Lowery - Crawford
- Elana Shilling - Dziewczynka
- Soo Garay - Matka dziewczynki
- Martin Roach - Robotnik
- Rick Parker - Policjant
- Maurice Dean Wint - Narrator

## Fabuła
Dave i Andrew to cynicy pozbawieni złudzeń, dla nich nie ważne jest to, że idą donikąd i jedyną rzeczą, która ich interesuje to telewizor i kanapa, na której mogą się położyć. Aż do momentu kiedy zdarza się to. Kiedy otwierają drzwi, za nimi nie ma... NIC. Nie ma domów, nikogo i niczego z niebem włącznie.